# 津门老字号

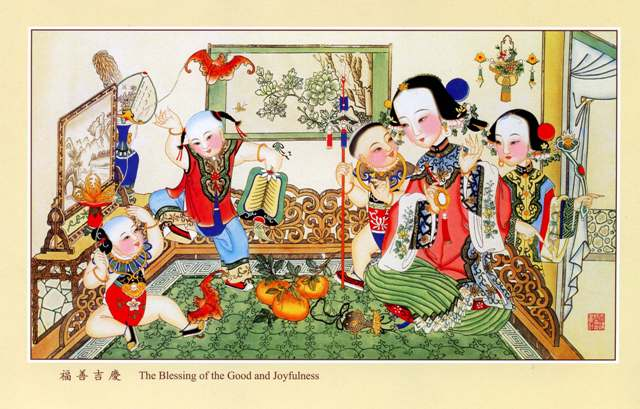
杨柳青年画

津门老字号是2009年成立的天津市老字号协会向天津市內的企業頒發的榮譽名稱。首批有113家企業獲頒“津门老字号”。截至2022年，分六批次核定共183家企業獲得津门老字号認證。